# Jacinto Caamaño Moraleja
Jacinto Caamaño Moraleja   (Madrid, 1759 - Guayaquil, 1825) va ser el líder de l'última gran exploració espanyola d'Alaska, aleshores Amèrica russa, i la costa de l'actual Colúmbia Britànica. Va ser cavaller de l'Orde de Calatrava.

## Biografia
Nascut a Madrid en el sí d'una família aristocràtica de Galícia, va entrar a l'Armada Espanyola als 18 anys, i dos anys més tard, ja era alferes de navili.

## Exploracions
Uns anys més tard va formar part d'una expedició político-comercial a Constantinoble per establir relacions comercials amb Turquia, Polònia i Rússia. Després d'un ràpid viatge a Cuba el 1787, va ser escollit per Juan Francisco de la Bodega y Quadra per anar a la costa del Pacífic de Mèxic i la base naval de San Blas, base de l'exploració del nord-oest del Pacífic. Aleshores era tinent de fragata. Al costat del seu cunyat, Francisco de Eliza, que es distingiria com a governador de Fort San Miguel a la badia de Nootka de l'illa de Vancouver. Al seu vaixell cap a Mèxic també hi viatjava el recentment nomenat virrei de Nova Espanya, Don Juan Vicente de Güemes y Pacheco, 2n comte de Revillagigedo. El 3 de febrer de 1790 Caamaño va iniciar una expedició al nord-oest del Pacífic al comandament de la Nuestra Señora del Rosario, una fragata de 189 tones construïda a San Blas. En aquest viatge no va anar més enllà de Nootka, però en el següent, el 1792, va arribar fins a la badia de Bucareli comandant la corbeta Aránzazu, construïda a Cavite a les Filipines. Per aquell temps havia estat ascendit a tinent de navili. Aquesta expedició va fer un estudi exhaustiu de la costa des de Bucareli fins a Nootka, marcant el mapa d'Alaska i la Colúmbia Britànica amb molts dels topònims que hi ha avui dia. Navegant des de Nootka el 13 de juny de 1792, Caamaño va explorar la badia de Bucareli, a l'illa del Príncep de Gal·les, i va fondejar a l'entrada de Dixon el 20 de juliol. Després va seguir l'exploració cap al sud, passant per Principe Channel, Nepean Sound, Whale Sound, prop de l'arxipèlag del Grup Estevan, el Caamaño Sound i cap al sud a través del canal de Laredo, entre l'illa Aristazabal i l'illa Princess Royal, tornant a Nootka el 7 de setembre de 1792. George Vancouver va adoptar molts d'aquests noms per als seus mapes.

## Carrera posterior i família
Després d'haver completat amb èxit el seu viatge a Alaska, Caamaño va ser enviat, després d'una breu estada a San Blas, a través de l'oceà Pacífic fins a les Filipines. De 1794 a 1807 va servir en diversos càrrecs entre Mèxic i Perú, havent-se casat en un d'aquells viatges amb l'equatoriana Francisca de Arteta Santistevan, que li va donar vuit fills. El 1820 encara vivia a Guayaquil, el lloc de naixement de la seva filla petita, però no se sap res de la data i el lloc de la seva mort. Alguns dels seus descendents, la família Caamaño, han estat històricament destacats a l'Equador, sobretot el seu net, José María Plácido Caamaño, que es va convertir en president de la República. També destaca el seu besnet, Jacinto Jijón y Caamaño, un destacat aristòcrata, historiador i polític; així com un altre besnet, el poeta Ernesto Noboa y Caamaño, entre d'altres.

## Llegat
L'illa de Camano, una illa de Puget Sound, va ser batejada en honor seu, igual que el Caamaño Sound, a la Colúmbia Britànica, al límit nord de la qual també hi ha l'illa Jacinto. Altres noms espanyols als voltants de Caamaño Sound són Campania Sound, Estevan Point i illa Aristazabal. També rep el seu nom el passatge de Caamaño, al nord-oest de Prince Rupert, entre les illes Dundas i Zayas.